# (2512) Tavastia
(2512) Tavastia est un astéroïde de la ceinture principale.

## Description
(2512) Tavastia est un astéroïde de la ceinture principale. Il fut découvert le 3 avril 1940 à Turku par Yrjö Väisälä. Il présente une orbite caractérisée par un demi-grand axe de 2,24 UA, une excentricité de 0,12 et une inclinaison de 6,4° par rapport à l'écliptique.

## Compléments